# 李元礼 (元朝)
李元礼，字庭训，元朝真定（今河北省正定县）人。
李元礼初为易州、大都路儒学教授，升为太常太祝、太常博士。参与定撰世祖圣德神功文武皇帝、昭睿顺圣皇后、裕宗文惠明孝皇帝尊谥议，请谥圜丘，升祔太室，礼文多所详定。元成宗元贞元年（1295年）拜监察御史，弹劾无所回挠。次年，上疏反对修建五台山佛寺。大德元年（1297年），侍御史万僧弹劾御史中丞崔彧与李元礼结党，为大言谤佛，不宜建寺。元成宗命右丞相完泽、平章政事不忽木等审问。完泽、不忽木支持李元礼，成宗罢万僧，复李元礼职。改任国子司业，病故。赠亚中大夫、翰林直学士、轻车都尉，追封陇西郡侯。子李端，官至礼部尚书。